# Döbra (Namibia)
Döbra ist ein Berg und gleichnamige Ansiedlung in Namibia. Der Döbra ist 2023 m über Meereshöhe. Er  liegt nahe dem Kürsteneck in den Erosbergen und rund 6 km westlich von Otjihase.